# Глафировска превлака
46° 44′ 17″ N 38° 23′ 49″ E / 46.73806° С; 38.39694° И
Глафировска превлака (рус. Глафировская коса) уска је пешчана превлака на источној обали Таганрошког залива Азовског мора. Административно припада Шчербиновском рејону Краснодарске Покрајине Русије.
Глафировска превлака одваја северни део Јејског лимана од остатка азовске акваторије. Превлака је дугачка до 6,6 км, максимална ширина је до 1 km, а висина не прелази 0,8 метара. Превлака се завршава маленим архипелагом Птичјих острва који чини неколико малених и ниских пешчаних острва.
У близини превлаке налази се село Глафировка.